# Kościół św. Anny w Elblągu
Kościół św. Anny (niem. St. Annenkirche) – ewangelicko-augsburska świątynia, która znajdowała się w Elblągu, zbudowana w 1901 roku na miejscu dawnego kościoła pod tym samym wezwaniem, zniszczona podczas II wojny światowej, rozebrana w połowie XX wieku.

## Historia

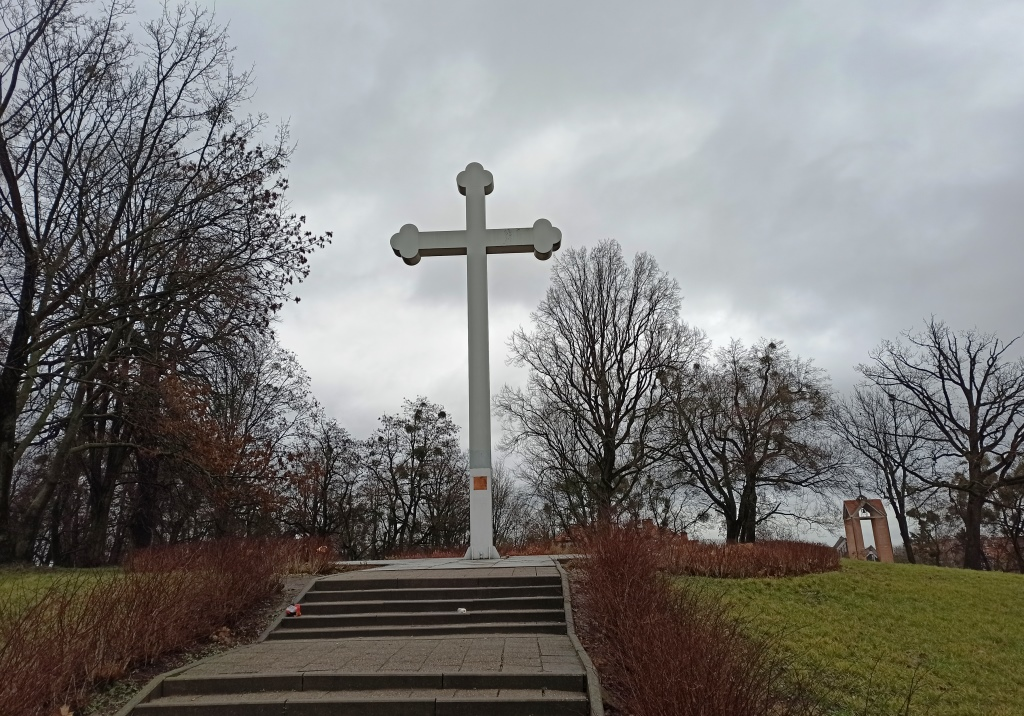
Miejsce, w którym znajdował się kościół św. Anny

W drugiej połowie XIX wieku parafia św. Anny kilkukrotnie się rozrosła i będący w złym stanie technicznym kościół okazał się o wiele za mały, by pomieścić wszystkich wiernych. W 1897 roku rozpisano konkurs na projekt nowego kościoła. Zwyciężył projekt architekta Johannesa Otzena, jednego z najwybitniejszych architektów w Niemczech II połowy XIX wieku i początku XX wieku. W 1899 roku kościół wyburzono, a w następnym roku rozpoczęto prace budowlane nad nowym, które ukończono w 1901 roku. Budowa była współfinansowana przez cesarza niemieckiego Wilhelma II Hohenzollerna i Towarzystwo Gustawa Adolfa. W latach 1940–1946 prepozytem kościoła był August Westrén-Doll.
Eksponowany na wzgórzu w centrum miasta kościół został poważnie uszkodzony podczas zdobywania Elbląga przez Armię Czerwoną.

W ostatnią niedzielę stycznia, zgodnie z obowiązkiem służbowym udałem się do kościoła św. Anny, który był już kilkakrotnie trafiony, pod silnym ostrzałem. Na nabożeństwo przybył tylko jeden gość, mennonita, nauczyciel Pauls ze Jahnschule. Klęcząc przed ołtarzem, odmówiłem modlitwę i udzieliłem błogosławieństwa jedynej obecnej tam osobie. Potem razem wyszliśmy z kościoła. W następną niedzielę nie było już kościoła św. Anny, tylko kupa gruzu.

Po wojnie były czynione starania przez polskich osiedleńców i proboszcza parafii św. Mikołaja ks. Ludwika Białka o przydzielenie tego ewangelickiego kościoła Kościołowi katolickiemu. Tak się nie stało i w latach 50. XX wieku świątynia została rozebrana. Z wyposażenia kościoła zachowały się trzy stalowe dzwony, które w latach powojennych zawieszono w wieży odbudowywanego kościoła św. Mikołaja w Elblągu.

## Architektura
Kościół był trójnawowy, halowy, ze sklepieniem krzyżowo-żebrowym, przy czym nawa północna była dużo węższa od południowej. W nawach bocznych znajdowały się empory.
Wysoki korpus świątyni posiadał 4 wieże: po dwóch bokach prezbiterium para ośmiobocznych, przy zachodniej części od północy niewielka, kwadratowa oraz od południowego zachodu wysoka i masywna, nakryta szpiczastym dachem namiotowym. Na niej znajdowały się zegary. W połaci dachu nad szerokimi, ostrołukowymi oknami wyprowadzone zostały niższe prostopadłe dachy sugerujące w układzie wnętrz rzędy kaplic bocznych.

## Cmentarz
Przy kościele św. Anny istniał także cmentarz, który składał się z zespołu cmentarzy: cmentarza wewnątrz wyniesionego czworobocznego szańca otaczającego kościół; trapezowatej kwatery z przekątnymi ścieżkami w północno-zachodnim narożniku. Wschodnią część opierającą się o groblę Świętego Jerzego (niem.: St. Georgandamm) i rzekę Kumielę przydzielała ukośnie biegnąca na południowy wschód ścieżka. W górnej części znajdował się cmentarz wojenny, w dolnej – cywilny z wydzieloną prostokątną kwaterą mennonicką. Do lat dwudziestych XIX wieku cmentarz ten nie był uważany za reprezentacyjne miejsce pochówku, służąc mniej zamożnym mieszkańcom przedmieść.